# أم الغصب (جزيرة مينو)
أم الغصب (بالفارسية: ام‌القصب) هي منطقة سكنية تقع في إيران في قسم جزيرة مينو الريفي.